# Victor Cohen Hadria
Pour les articles homonymes, voir Cohen-Hadria.
Victor Cohen Hadria, né en 1949, est un écrivain français.

## Biographie
Victor Cohen Hadria a été le réalisateur des émissions médicales d'Igor Barrère et de diverses fictions pour la télévision. Il fut aussi pendant six ans viticulteur et œnologue dans une propriété de Doganella de Ninfa dans le Lazio en Italie. Dans Les Trois Saisons de la rage qui donne la parole à un médecin normand du XIXe siècle « il construit avec brio, dans une langue au classicisme épuré, une formidable fresque de la société rurale du XIXe siècle. ».
son dernier roman est Coma Glasgow3, publié aux éditions du Vistemboire.

## Œuvres
- Isaac était leur nom, nouvelles, Albin Michel, 1997, -  (ISBN 9782226092670)
- Chronique des quatre horizons, nouvelles,  Albin Michel, 1998 -  (ISBN 9782226105134)
- Les Trois Saisons de la rage, roman,  Albin Michel, 2010 -  (ISBN 2226215158)
- Maîtres du monde, roman,  Albin Michel, 2017 -  (ISBN 9782226393296)
- Coma Glasgow 3, roman, le vistemboire, 2022 -

## Prix et distinctions
- Prix de la nouvelle du Salon du livre du Mans en 1997.
- Prix du premier roman 2010 pour Les Trois Saisons de la rage.
- Prix des libraires 2011 pour Les Trois Saisons de la rage.
- Prix littéraire de la Ville de Caen 2011 pour Les Trois Saisons de la rage
- Prix Historia du roman historique 2011 pour Les Trois Saisons de la rage